# Peter (Utah)
Pour les articles homonymes, voir Peter.
Peter (ou Petersboro) est une census-designated place située dans le comté de Cache, dans l’État de l’Utah, aux États-Unis. Sa population s’élevait à 324 habitants lors du recensement de 2010.